# 消防艇
消防艇（しょうぼうてい）とは、水上や沿岸において発生した火災の消火や災害への対応を行う船舶である。主に消防組織や沿岸警備隊が保有している。
専用に設計された消防艇の多くは強力なポンプを備え、取り込んだ水を船の高い位置に取り付けられた放水銃から放水することで火災消火を行なうが、その他にも救助専門艇や指揮専門艇、これらの兼用艇がある。積載する化学消火剤を放水に混ぜることで石油火災に対処するものもある。

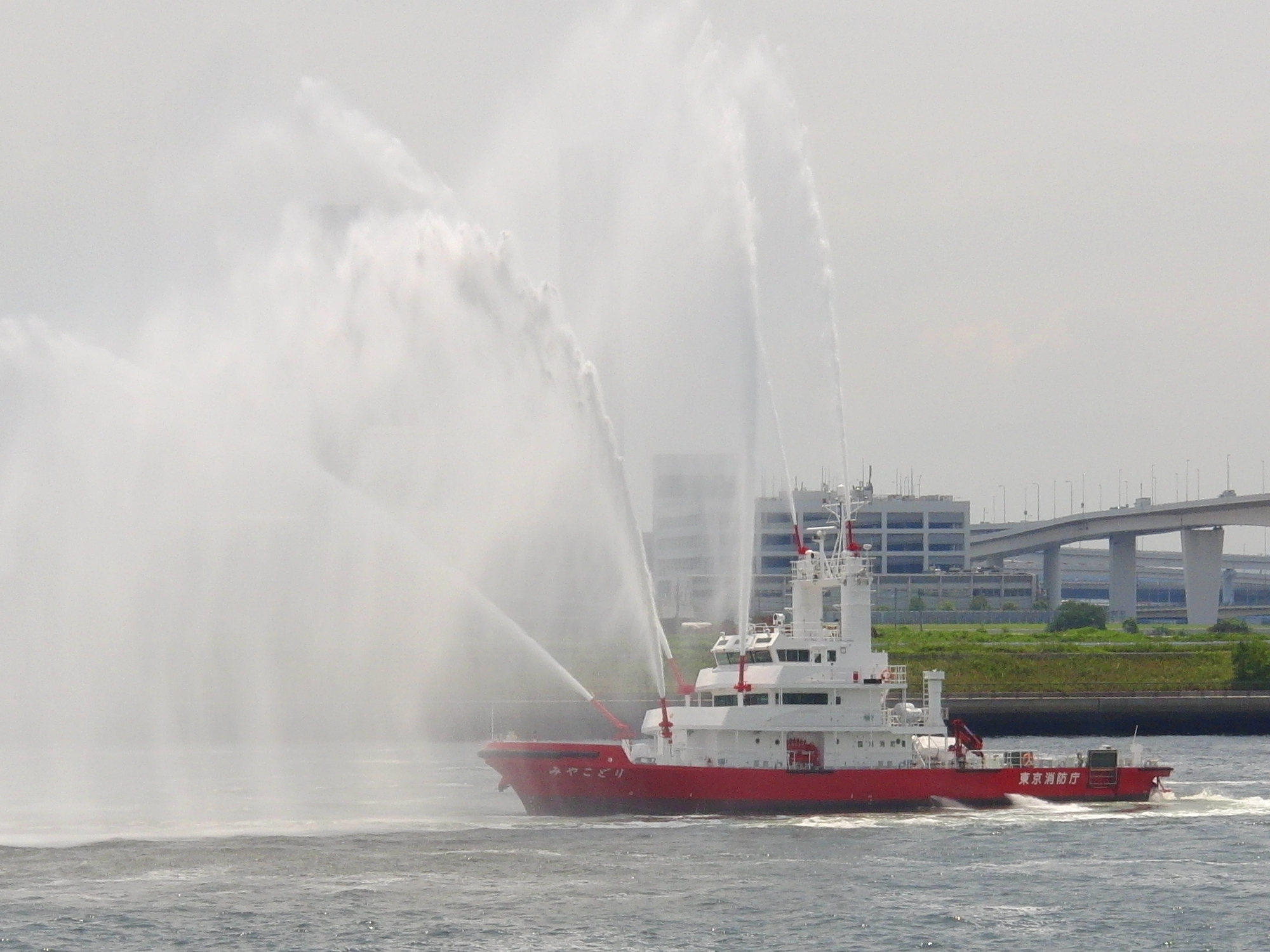
消火演技中の東京消防庁の消防艇『みやこどり』（4代目）。

## 運用
消防艇は主に消防組織か沿岸警備隊に所属し、24時間体制で船舶や沿岸域での火災や水難救助などに出動する。

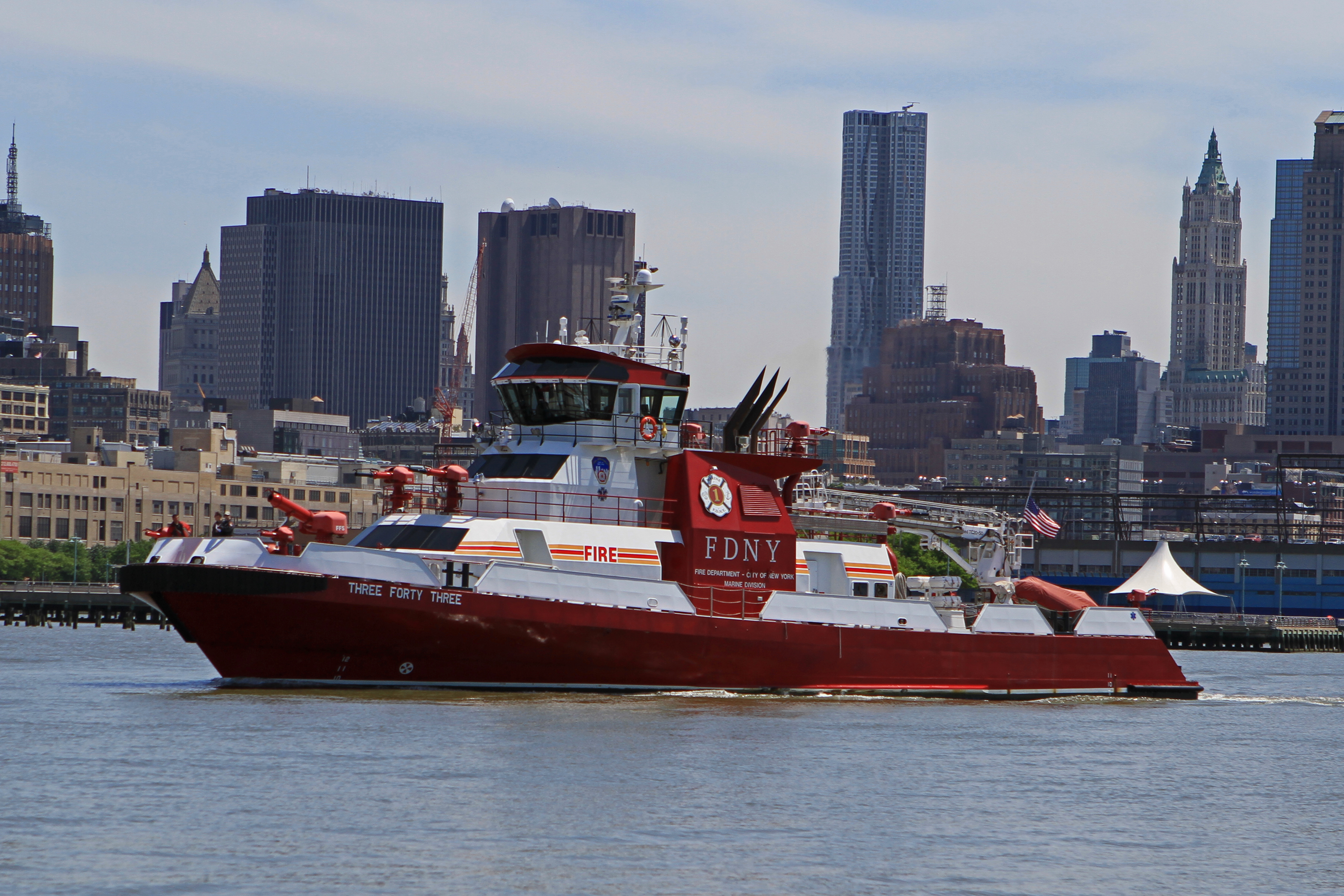
アメリカのニューヨーク市消防局の消防艇
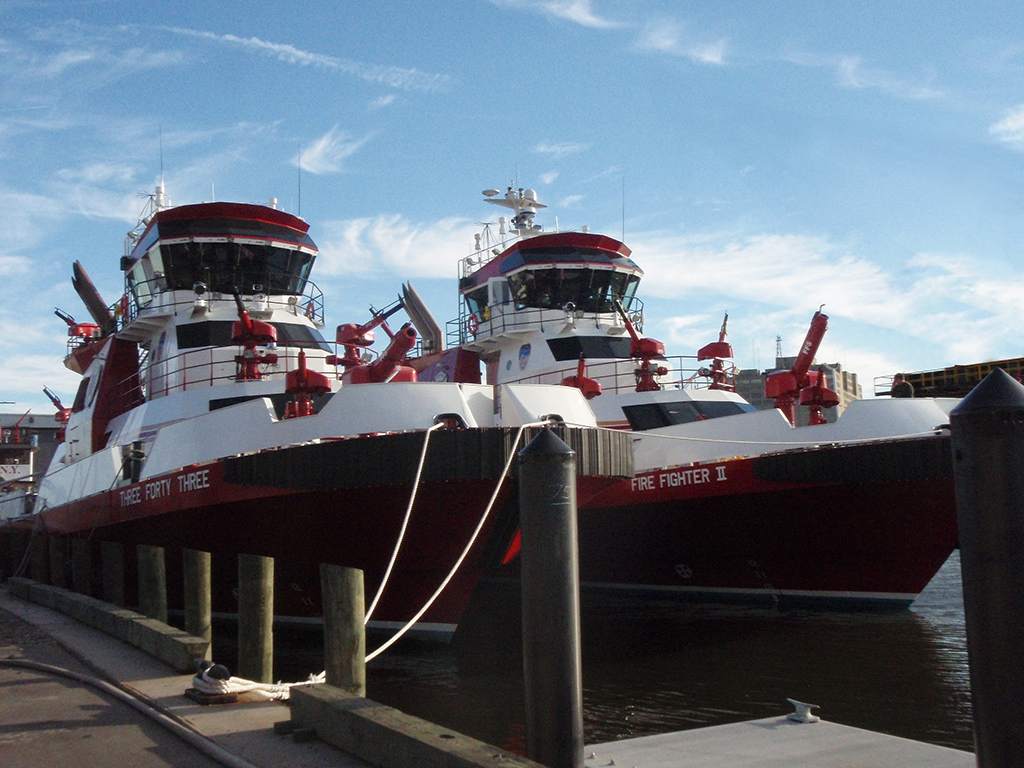
ニューヨーク市消防局の消防艇
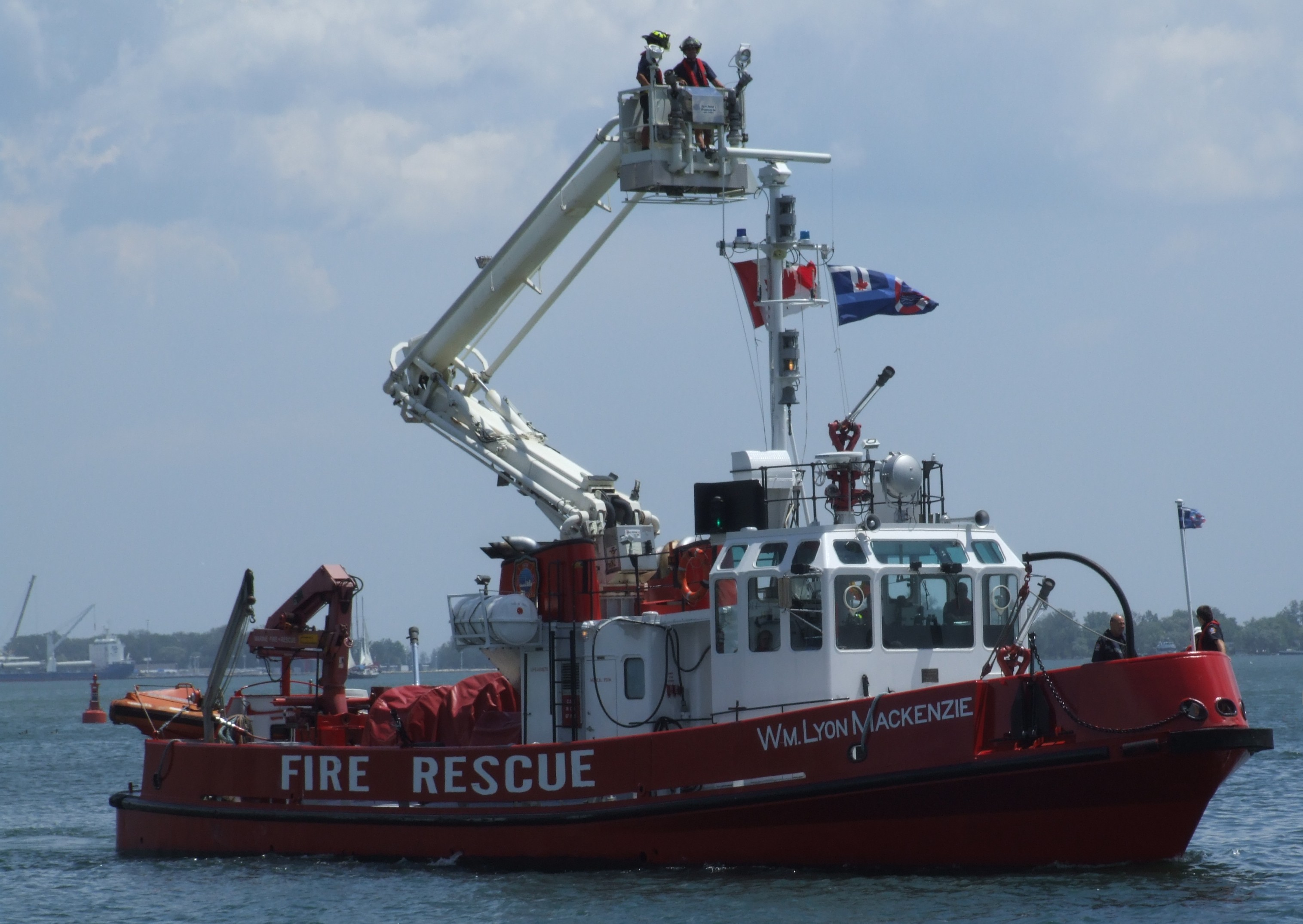
カナダの消防艇。高所放水用に屈伸式の櫓を装備している
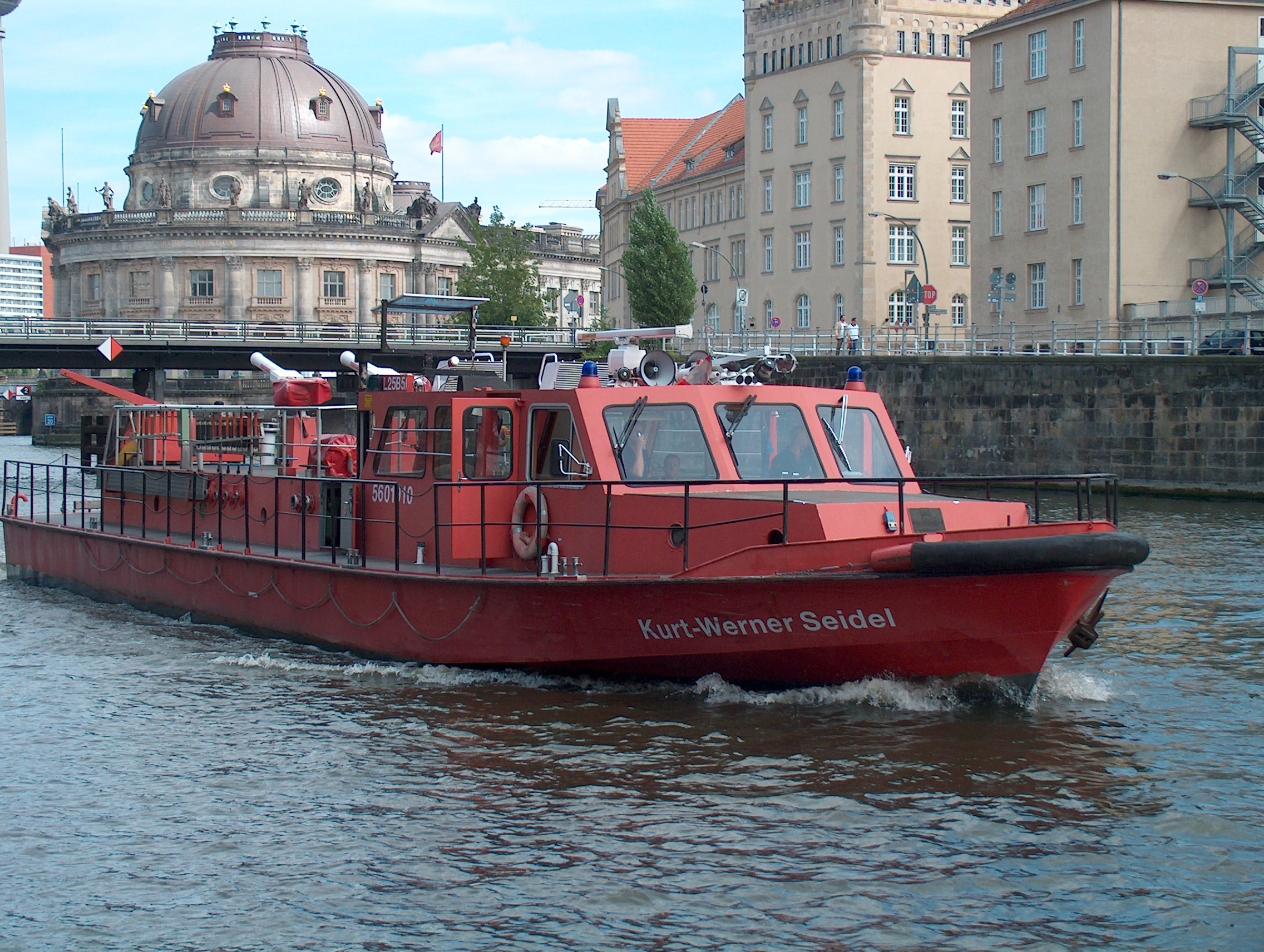
ベルリンの消防艇。河川で活動するため、全高が低い
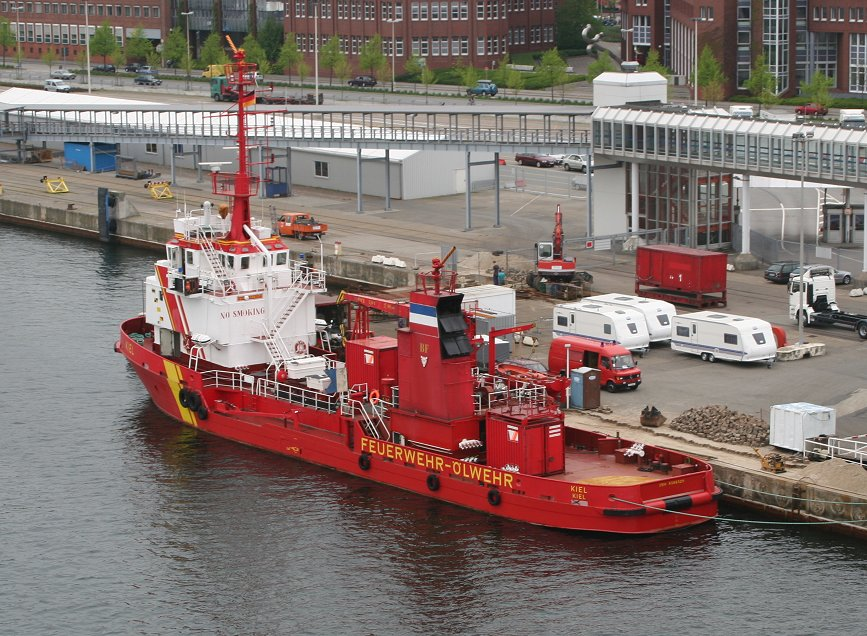
消防艇
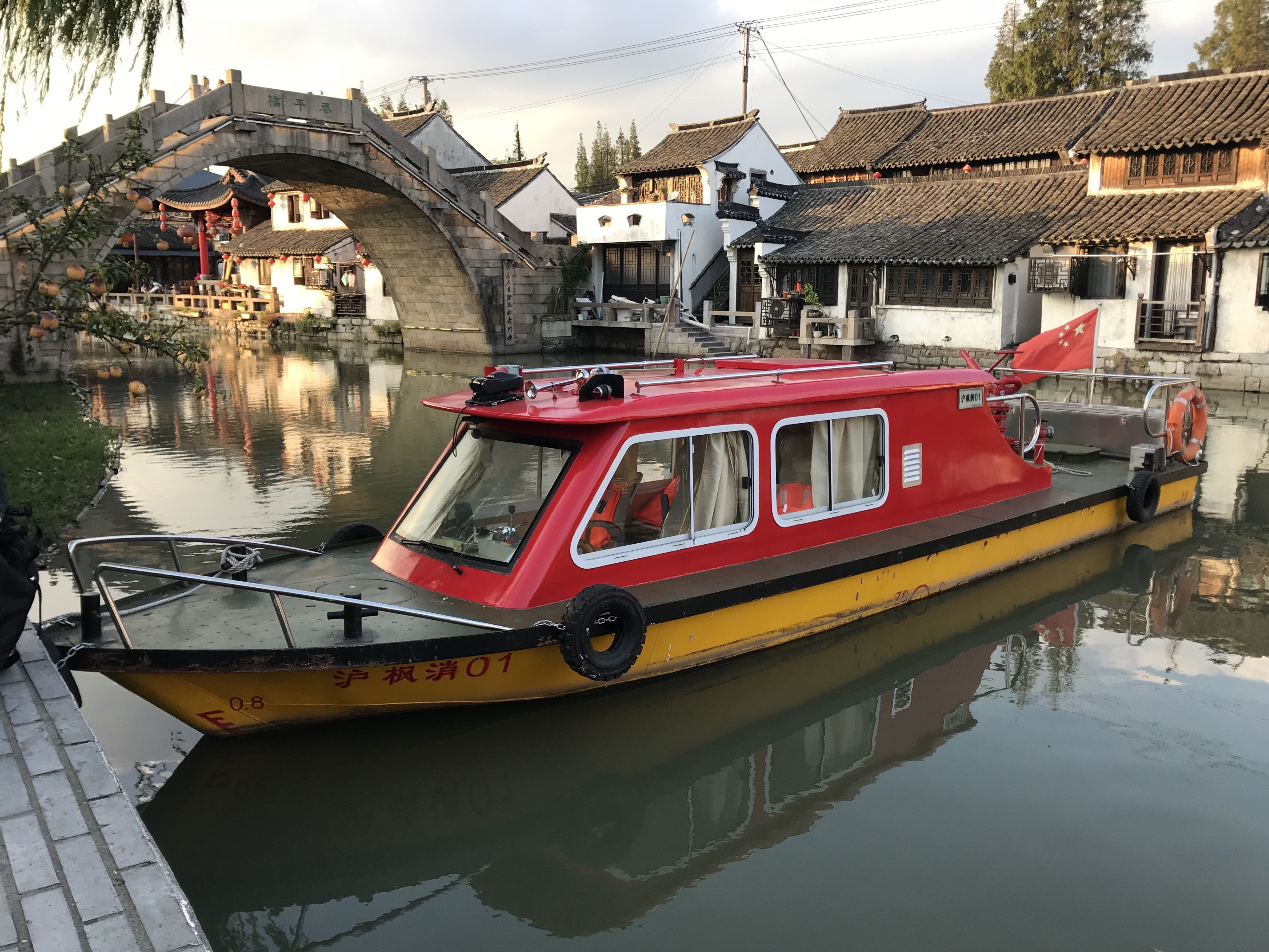
中国上海市楓涇鎮の消防艇

### 日本の消防艇
日本の消防艇は地方自治体の消防組織に所属するものと海上保安庁に所属するものがほとんどである。消防組織に属する消防艇は、2022年4月1日現在で49隻（消防本部38隻、消防団11隻）、海上保安庁に属する消防艇は16隻ある。ただし、海上保安庁の巡視船艇は、警備救難に従事するものでもポンプと放水銃を備えたものが多く、火災の際には消防艇として活動できる。16隻というのは、特に消防機能を強化された消防巡視艇及び消防船の数である。これらは、主として船舶交通量の多い港湾や海峡近く、あるいは沿岸に石油コンビナートを擁する消防署所、海上保安部に配備されている。また、海上災害防止センターや自衛防災組織も消防艇を保有している。
これらに加え、海上自衛隊の支援船の一部、民間ではタグボートや警戒船業務を行う船舶の中にも消防設備を持ち、火災の際に消防艇として活動できるものがある。
船舶の火災通報は、火災事故船自身や周囲の船からの通報や各種救難信号によって水上消防署へもたらされ、消防艇が出動する。日本の専用消防艇はすべてが化学消火剤を混ぜて噴射する能力を備えている。タンカー事故などでは海上への油漏れを最小限にするオイルフェンスを展開する事も行なう。

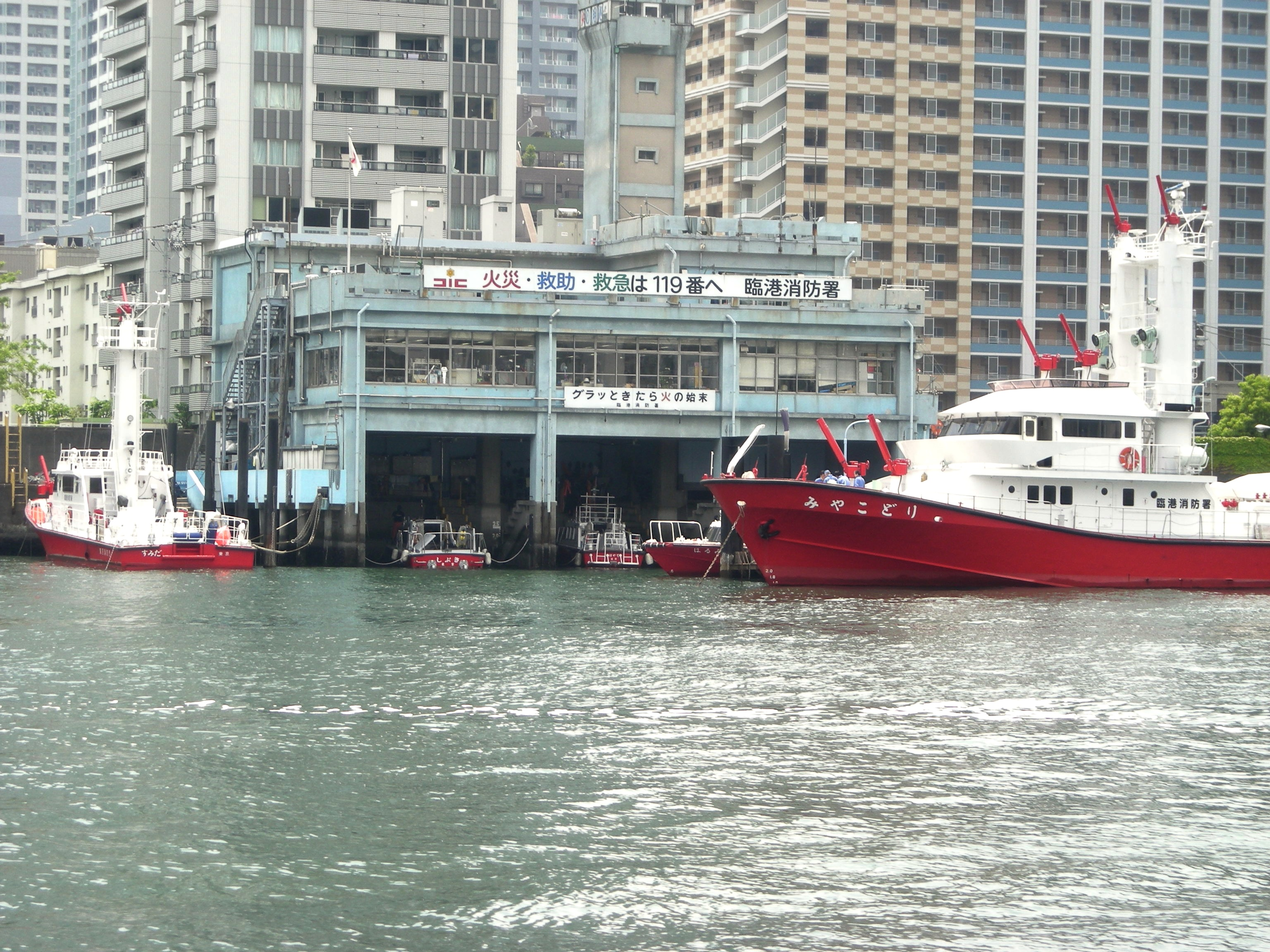
東京消防庁臨港消防署
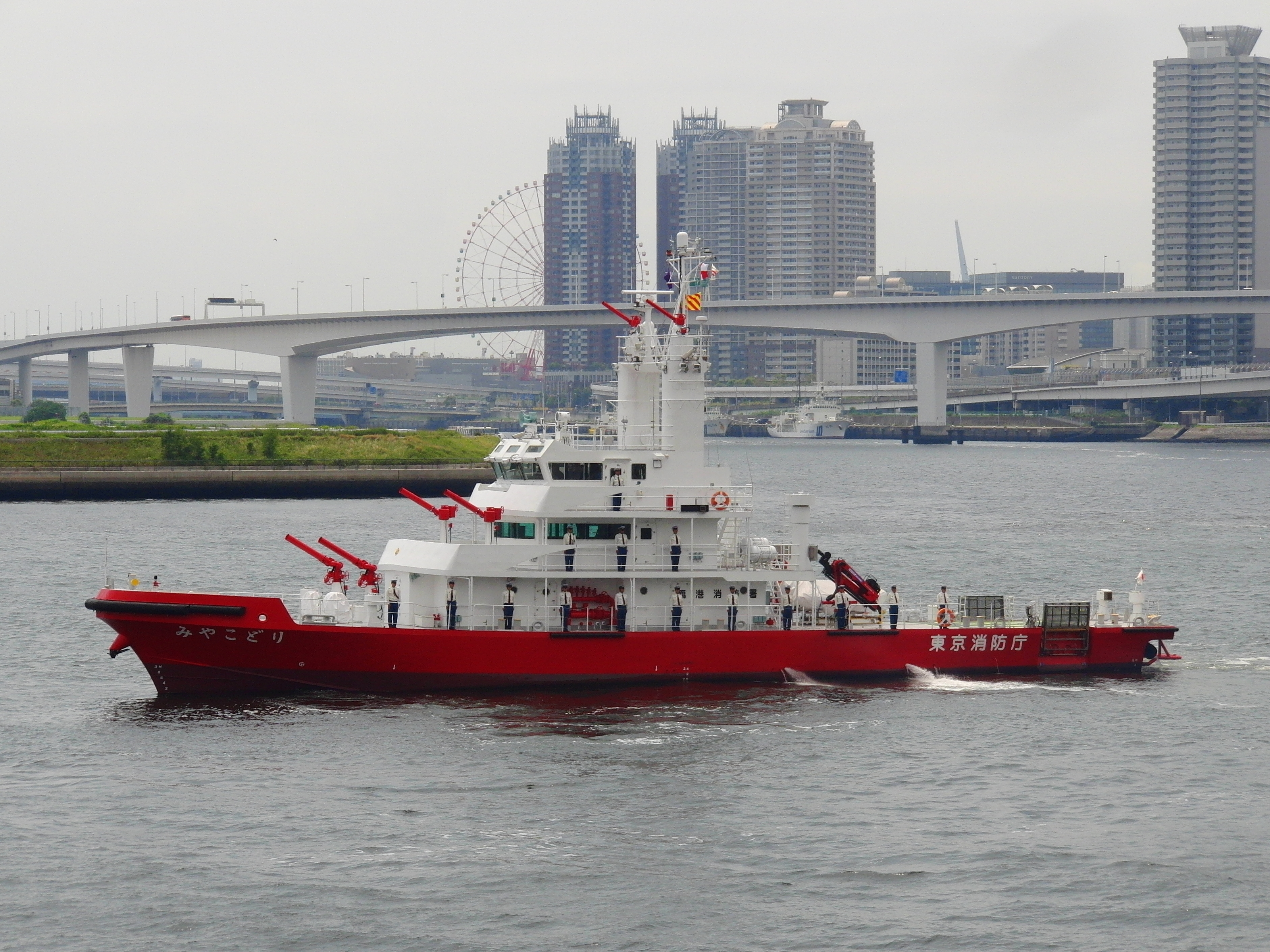
東京消防庁「みやこどり」
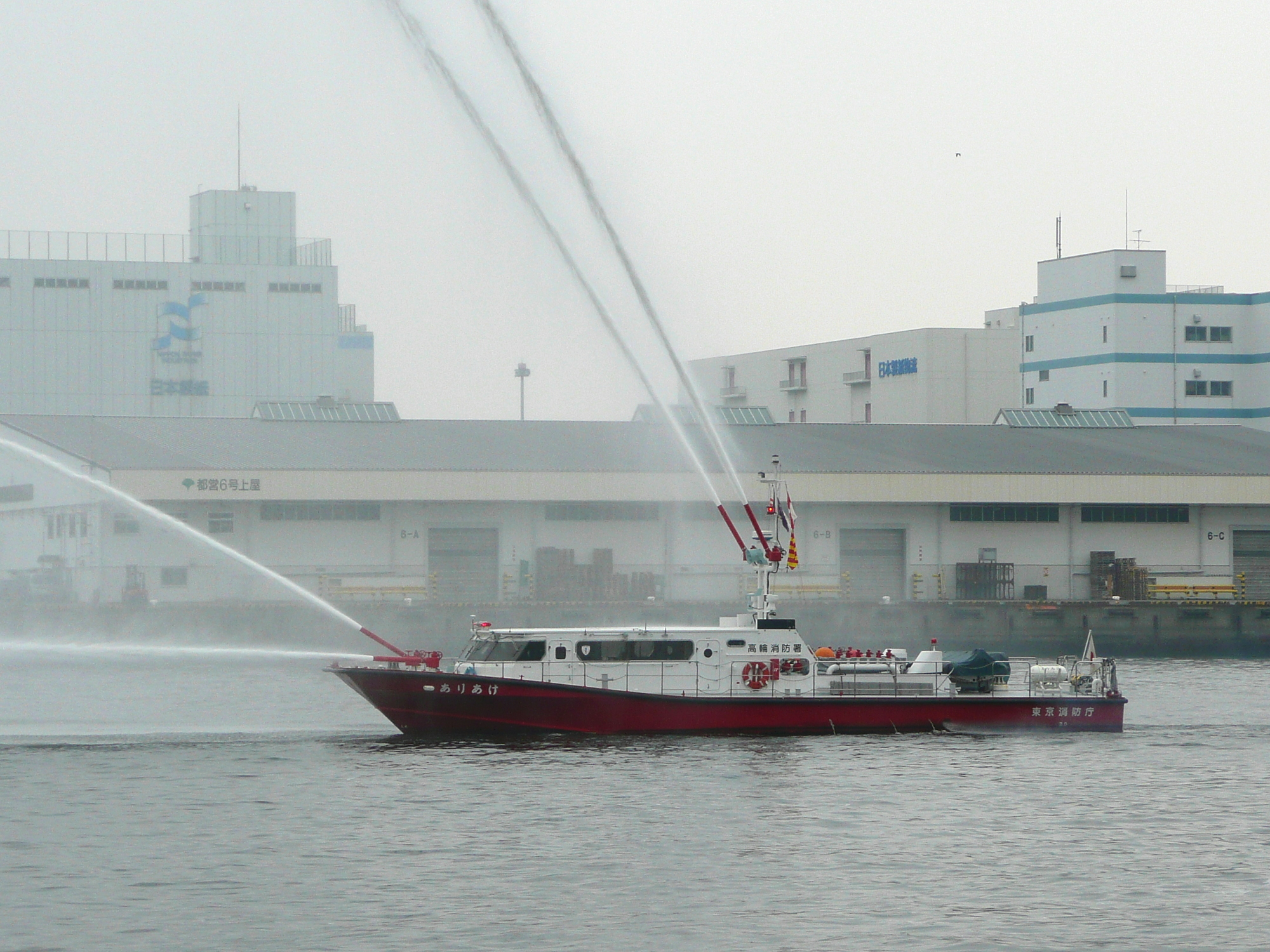
東京消防庁「ありあけ」
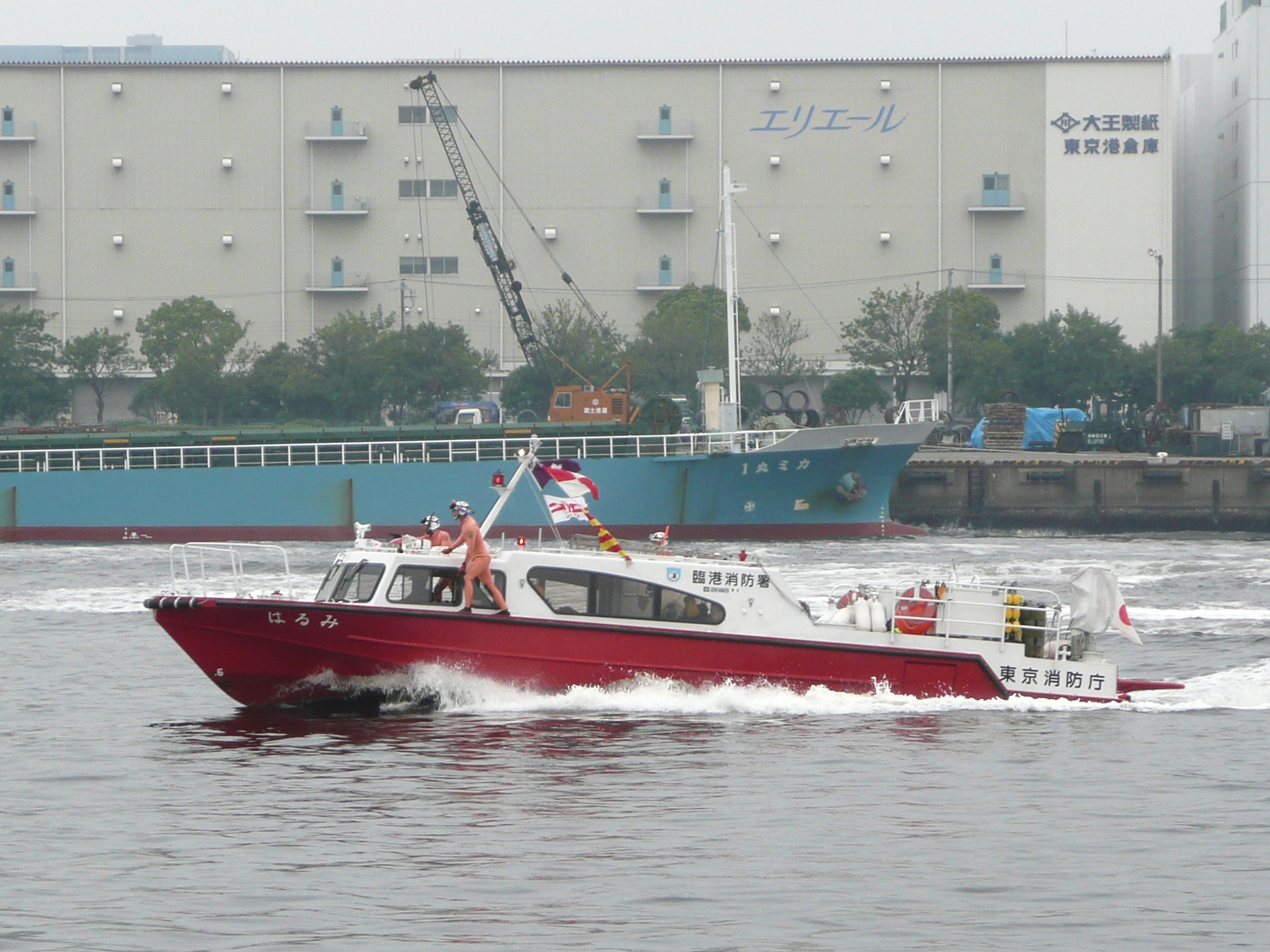
東京消防庁「はるみ」（救助艇）
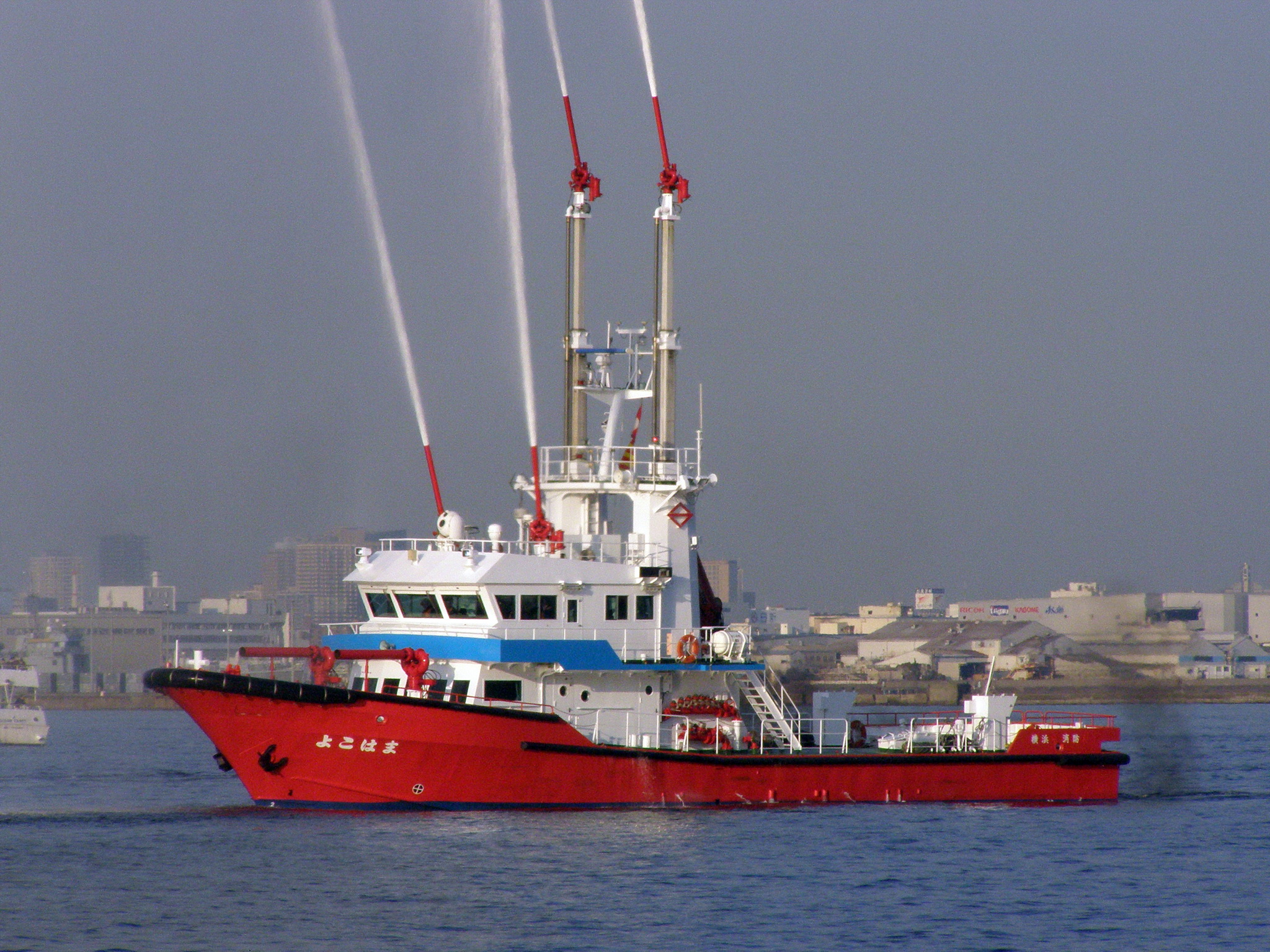
横浜市消防局「よこはま」
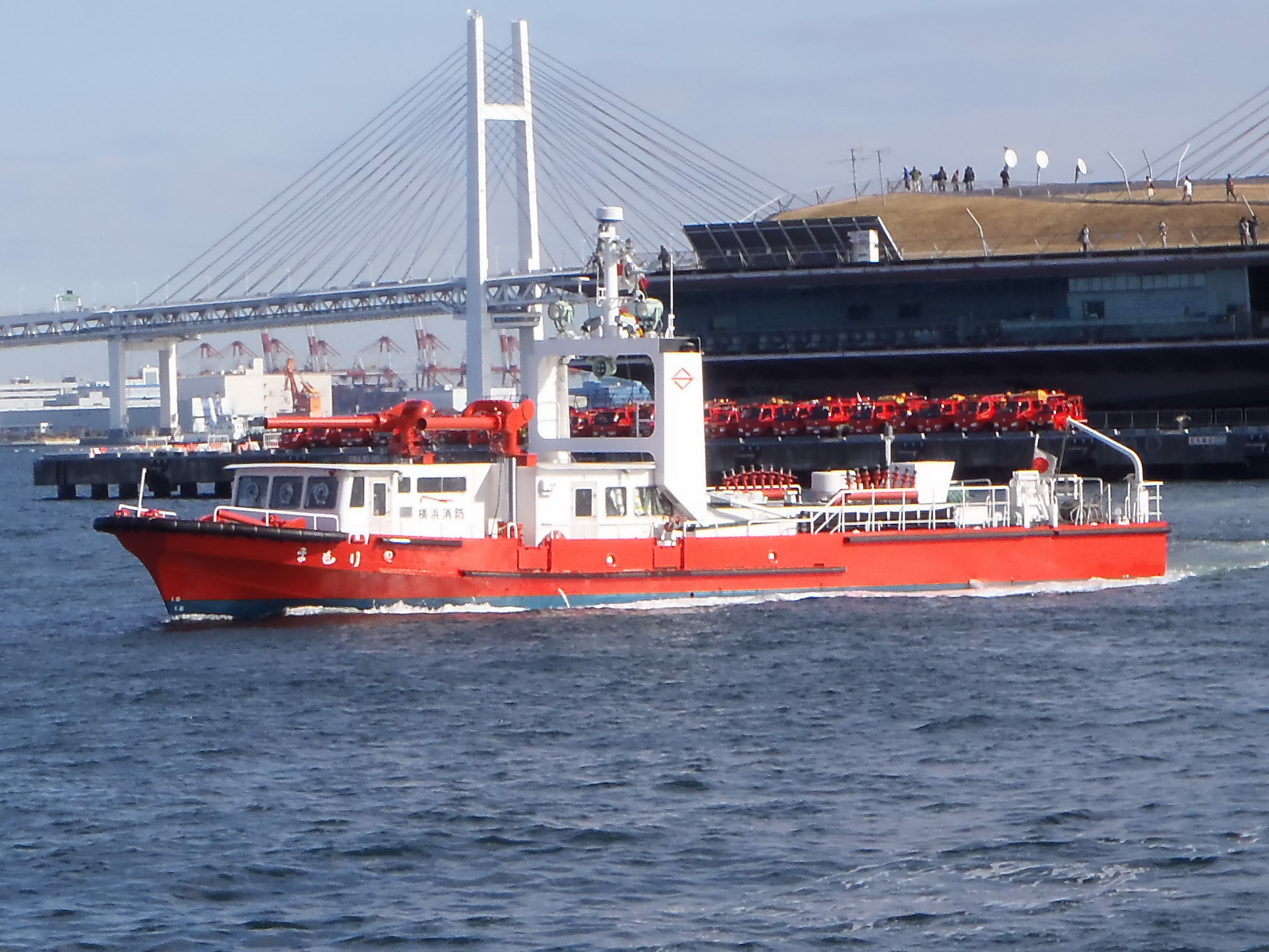
横浜市消防局「まもり」
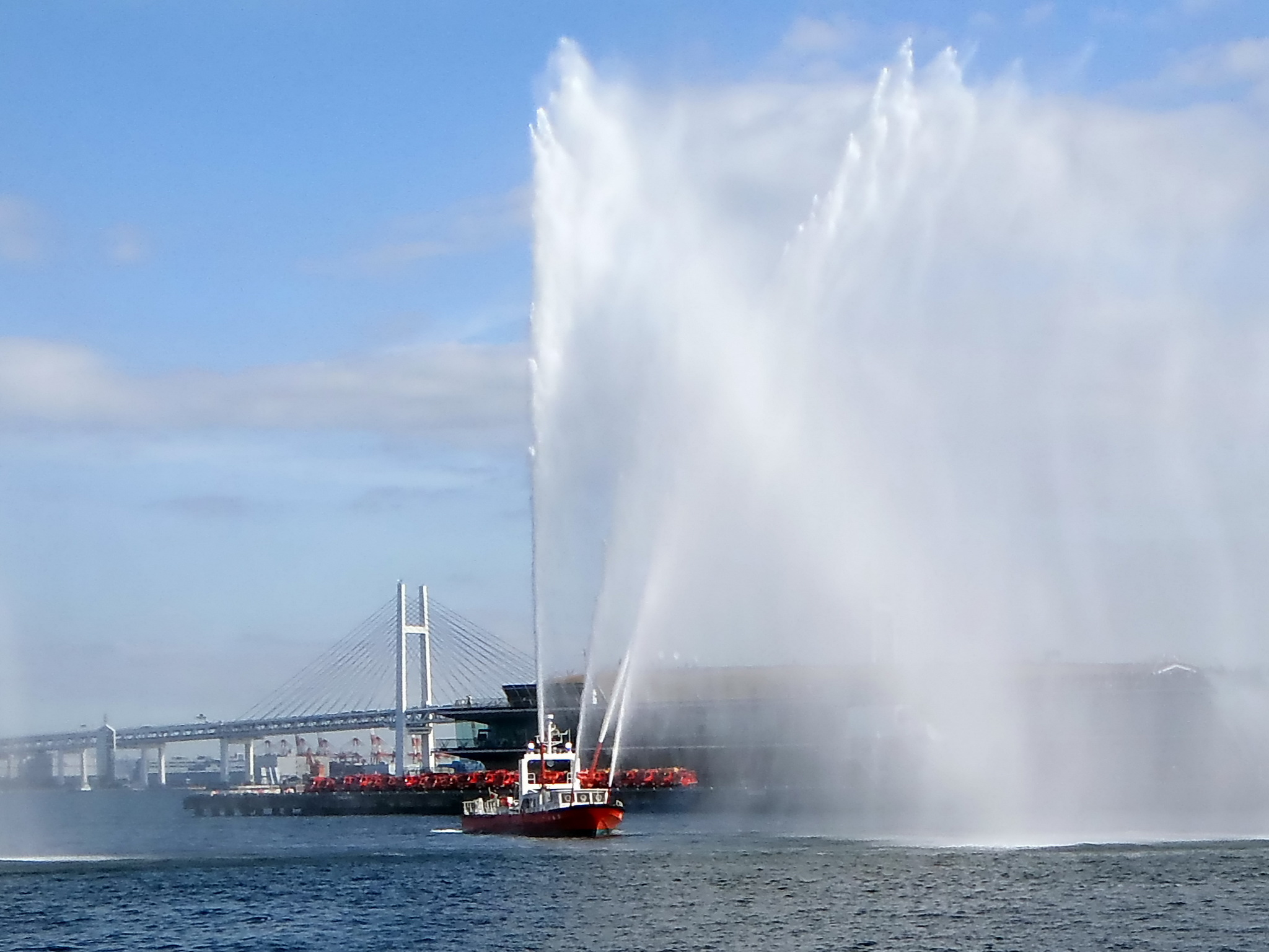
横浜市消防局「まもり」
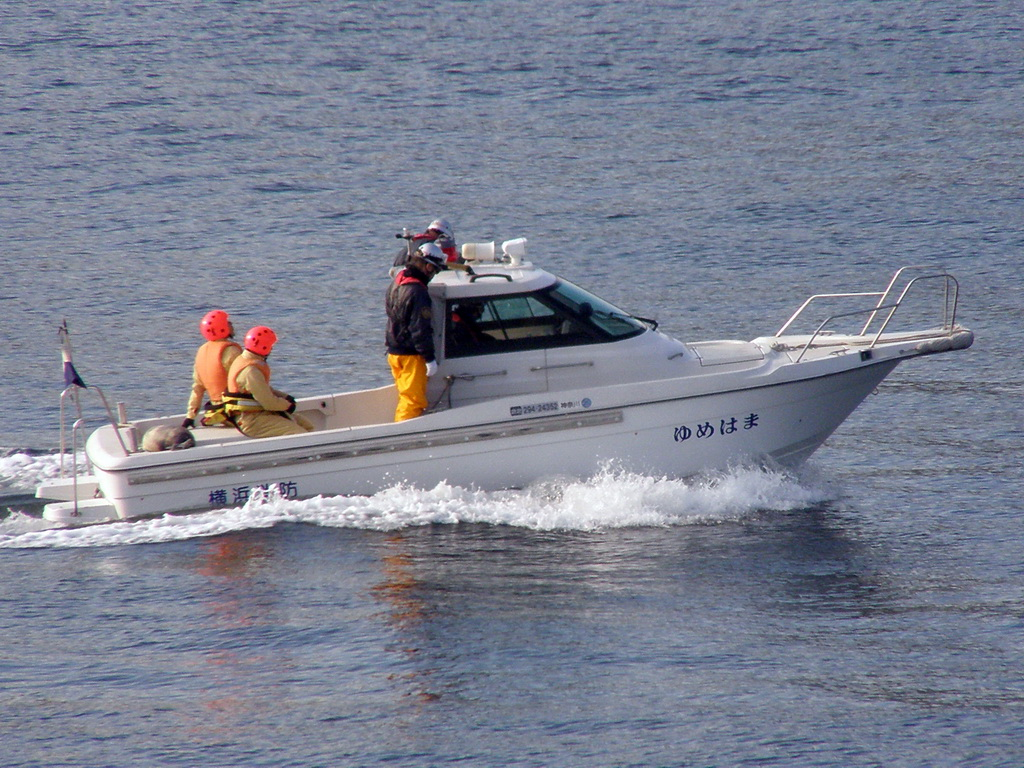
横浜市消防局「ゆめはま」
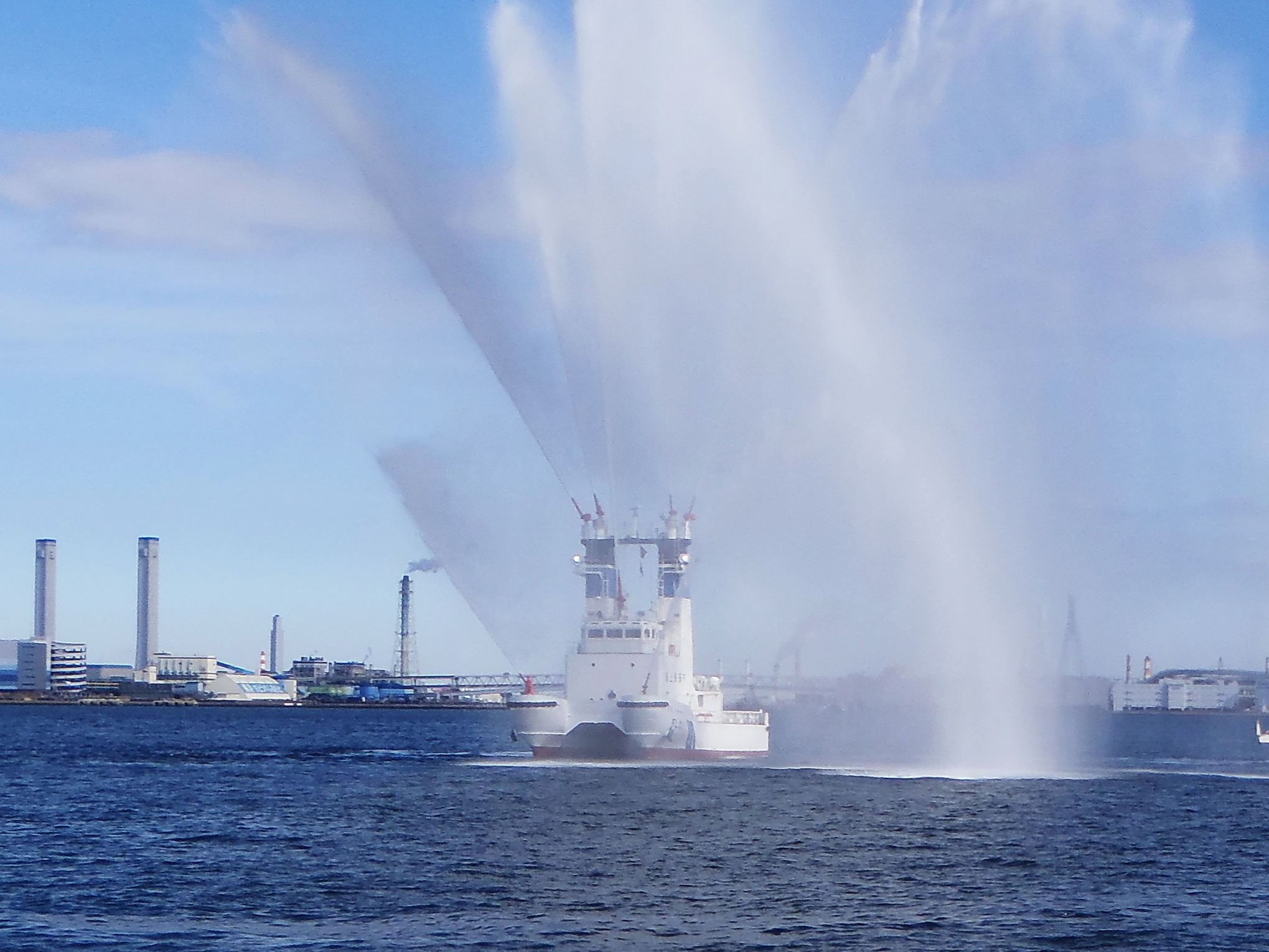
海上保安庁「ひりゆう」
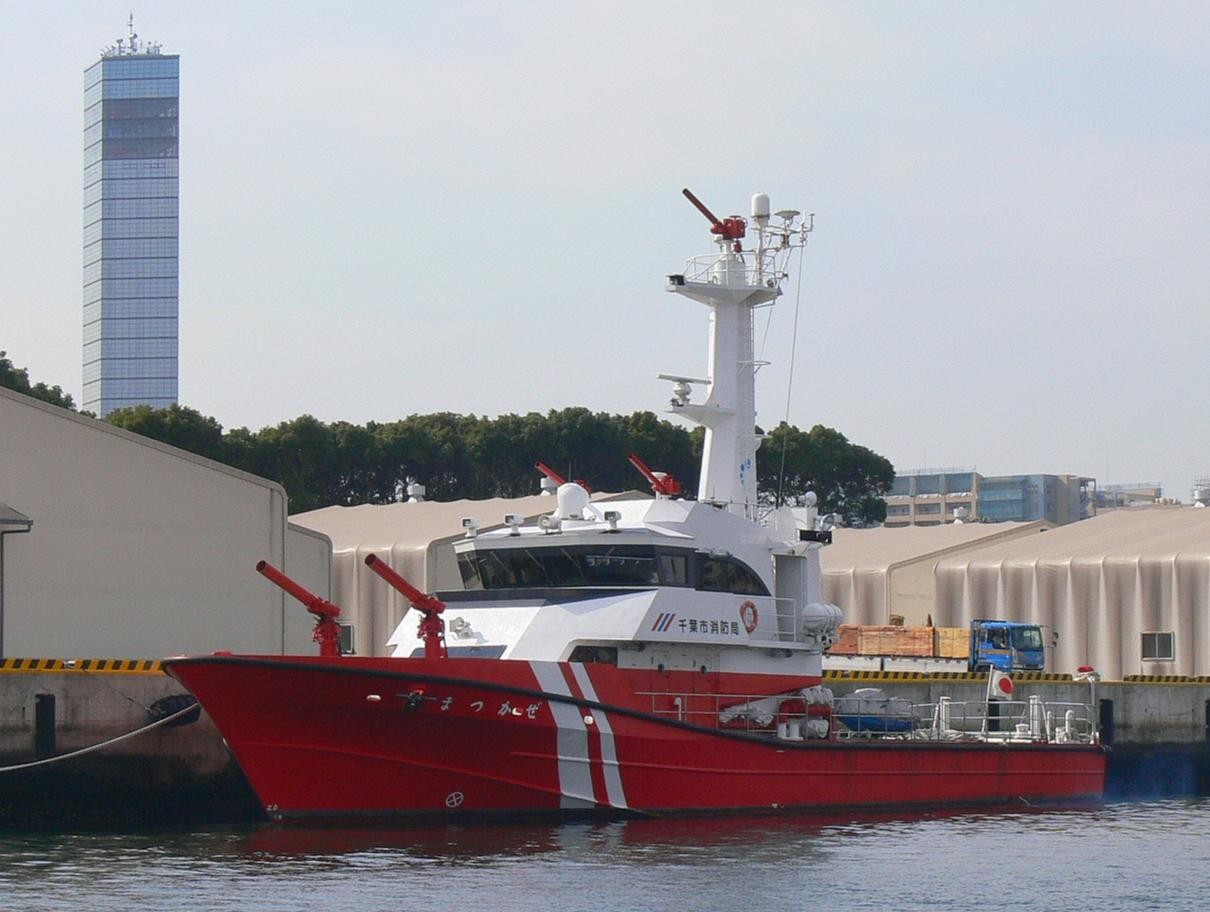
千葉市消防局「まつかぜ」
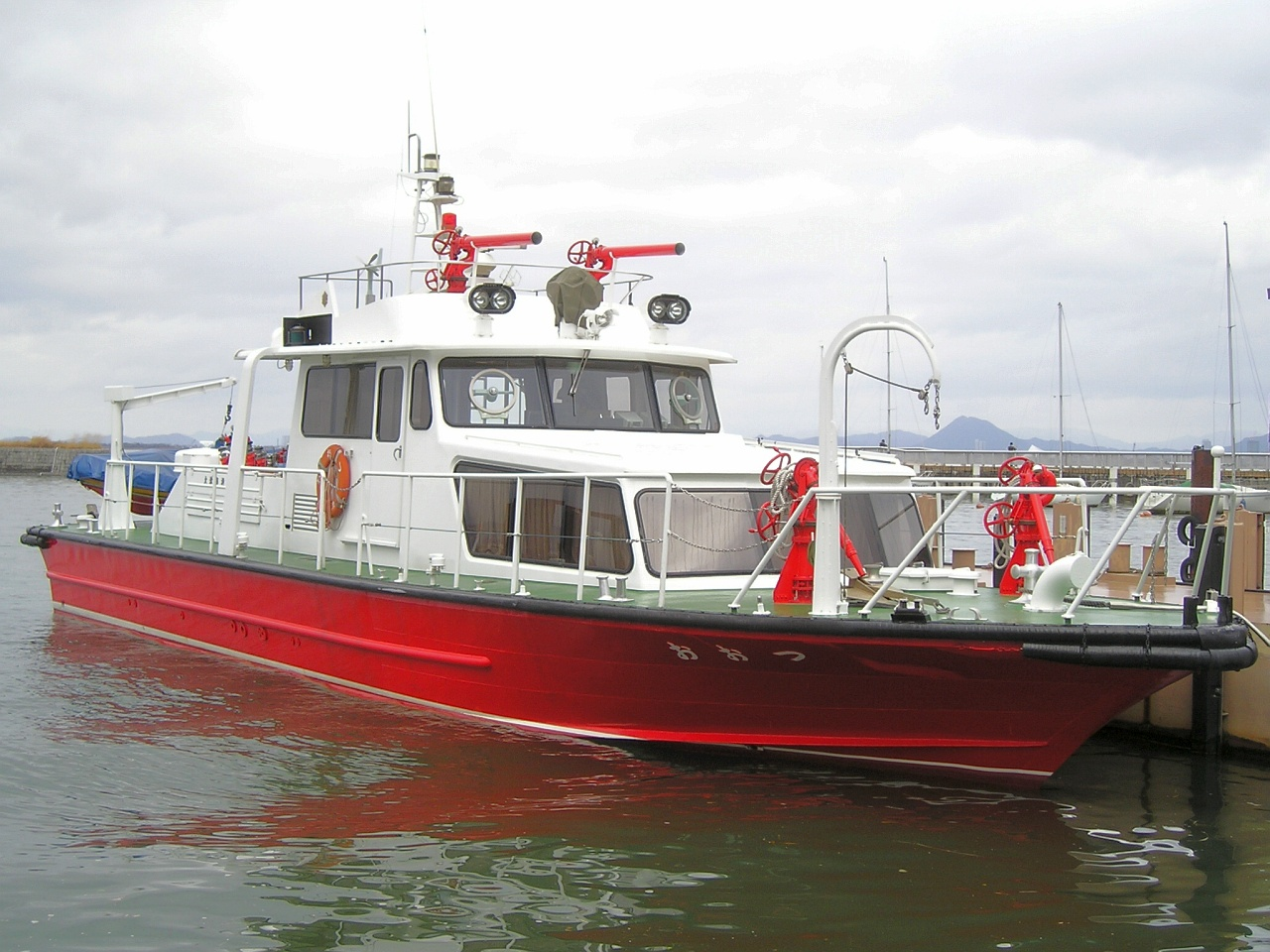
大津市消防局「おおつ」（退役済）
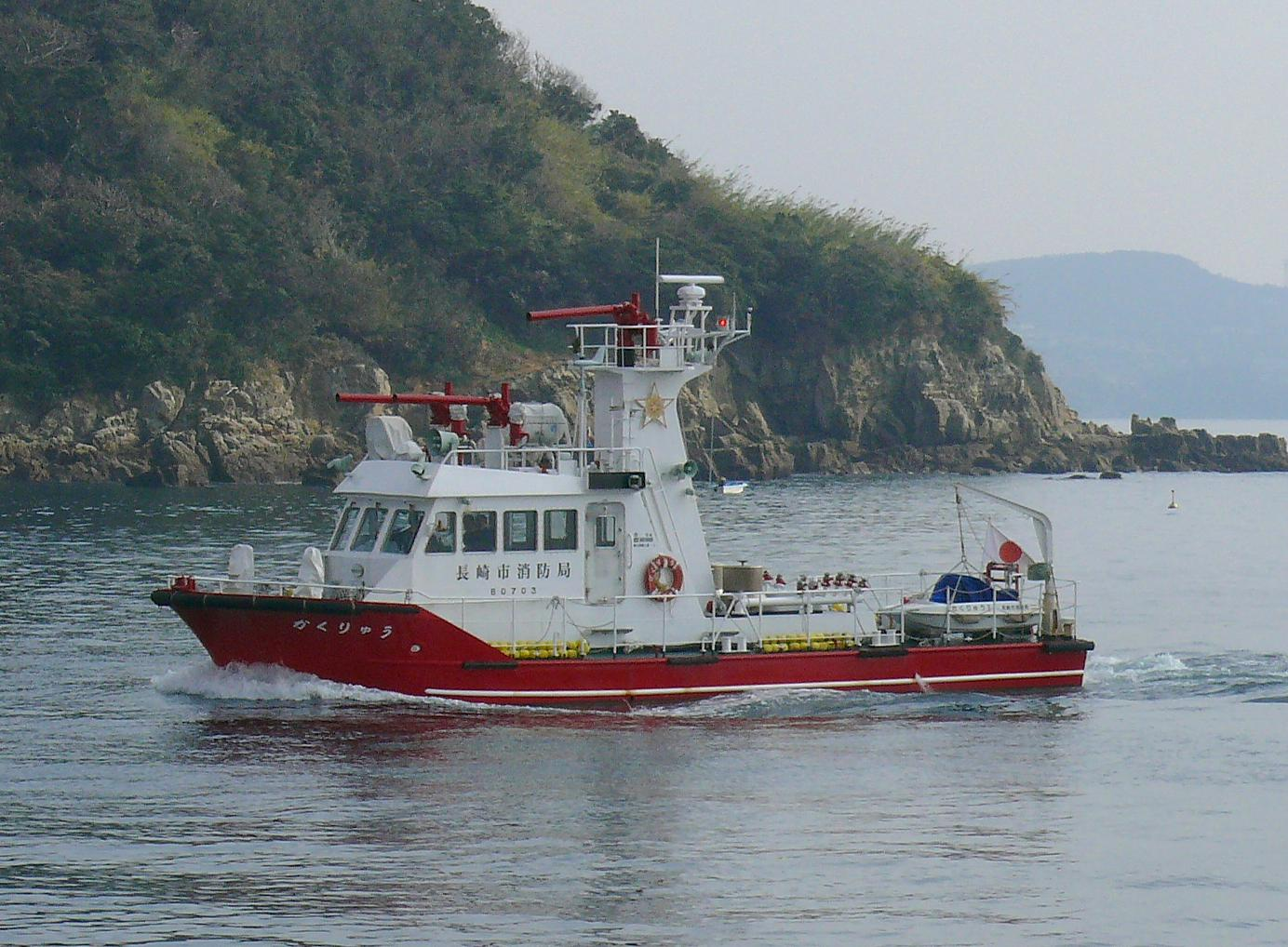
長崎市消防局「かくりゅう」（2008年撮影）

## 構造
大部分の消防艇は、港湾内や河川・湖沼といった水域（日本の区分でいう平水）を担当範囲としているため、大型のものは少なく、全長は十から数十mのものが多い。艇の高さは活動区域によってさまざまで、低い橋の下を航行できるように高さを抑えたものもあれば、大型船の火災に対応できるように高い櫓を備えたものもある。機動力を高めるため、サイドスラスターやシュナイダープロペラを装備するものもある。

## 装備
火災消火のため放水銃を装備しているものがほとんどで、放水銃は、専用あるいは航行用兼用のエンジンによって駆動されるポンプから、消火用水の供給を受ける。消火用水は海水を汲み上げてこれを利用するが、タンカー火災などの場合は海水に消火剤を混合して使用する。このほか艇により、陸上の消防車に消火用水を供給するための送水口、火炎から自艇を守る自衛噴霧装置、小型救助艇を装備している。

## 能力
専用消防艇の多くが6500-10,000リットル/分程度の放水能力を持つ放水銃を4-6門備え、大きな放水銃では15,000リットル/分の能力を持つものもある。

## 水上バイク
消防艇の補助として小回りの利く水上オートバイを使用する組織もある。日本では東京消防庁の水難救助隊や市川市消防局、宮崎市消防局をはじめとした各地の消防本部に配備されている。事故にあった水上バイクライダーや溺者の捜索、救出が主任務となり、船舶の初期消火も担当する。